# Дудчино (Псковська область)
Дудчино (рос. Дудчино) — присілок в Невельському районі Псковської області Російської Федерації.
Населення становить 6 осіб. Входить до складу муніципального утворення Туричинська волость.

## Історія
Від 2015 року входить до складу муніципального утворення Туричинська волость.

## Населення
| 2001 | 2002 | 2010 |
| ---- | ---- | ---- |
| 8    | ↗20  | ↘6   |